# Licor de oro

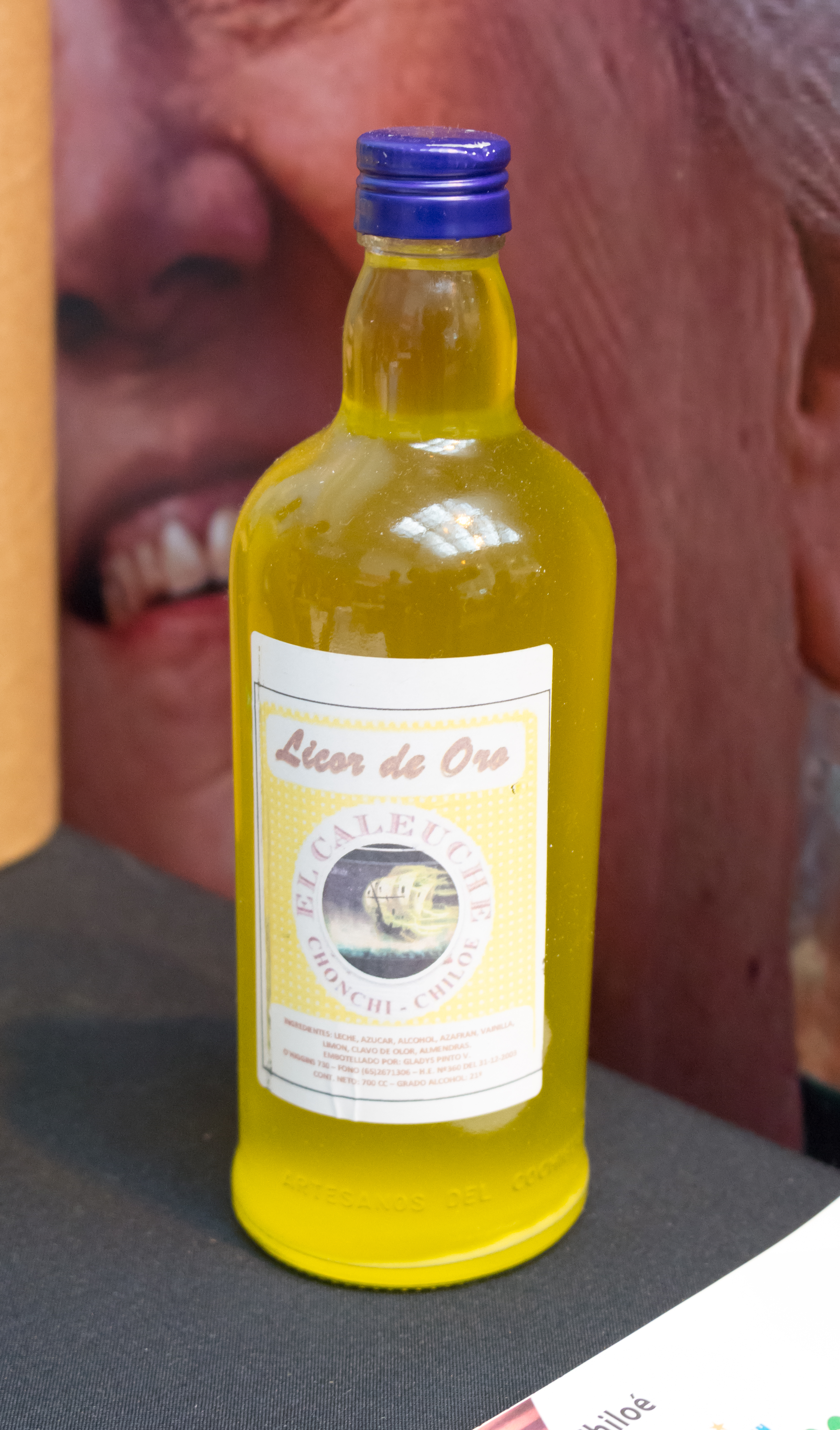
Botella de licor de oro.

El licor de oro es una bebida alcohólica hecha con suero de leche y alcohol. Se considera el licor típico de Chonchi, porque lo fabrican artesanalmente solo unas pocas personas originarias de ese pueblo de la Isla Grande de Chiloé, en el sur de Chile.

## Preparación
Se prepara mezclando el suero de leche con aguardiente y dejándolo filtrar por más de una semana. Luego se agrega azafrán y cáscara de limón. El licor que se obtiene es de color amarillo dorado y alta graduación alcohólica. Existen versiones adulteradas que agregan jugo de papaya para intensificar el color. Suele beberse como aperitivo en pequeños vasos del tamaño de un dedal.